# Teruki Tabata
Teruki Tabata (田畑 輝樹 Tabata Teruki?), född 16 april 1979, är en japansk tidigare fotbollsspelare.
Han deltog bland annat i Världsmästerskapet i strandfotboll 2007, 2008, 2009, 2011, 2013, 2015 och 2017.